# فلورا تالين
نادي فلورا تالين لكرة القدم (بالإستونية: Tallinna FC Flora)‏ هو نادي كرة قدم احترافي إستوني، موقعه في تالين عاصمة إستونيا.
أُسس النادي يوم 10 مارس 1990، وكان أحد الأعضاء المؤسسين لدوري إستونيا الممتاز، وهو أحد فريقين فقط لم يسبق لهما الهبوط من الدرجة الأولى في تاريخيهما. محليًا، فاز بالدوري 15 مرة وبالكأس 8 مرات بكأس السوبر 11 مرة. دُوليًا، فاز فلورا بكأس ليفونيا مرة واحدة.